# セルジオ・ペティス
セルジオ・ペティス（Sergio Pettis、1993年8月18日 - ）は、アメリカ合衆国の男性総合格闘家。ウィスコンシン州ミルウォーキー出身。ルーファスポーツ所属。第9代Bellator世界バンタム級王者。元RFAフライ級王者。
オーソドックスとサウスポーの両構えであり、兄アンソニーを彷彿とさせるアクロバティックな蹴り技と鋭いカウンター、またハイレベルなガードワークを併せ持つ。アメリカの総合格闘技団体UFCに在籍時は、フライ級ランキング最高1位に上り詰めた。

## 来歴
ウィスコンシン州ミルウォーキーでプエルトリコ人の父親とメキシコ人の母親との間に生まれる。幼少期からテコンドーを始め、15歳以下の部で世界王者となった。兄アンソニーの影響で13歳から総合格闘技の練習を始め、ブラジリアン柔術、キックボクシングを経験し15歳でアマチュア総合格闘技デビューした。高校卒業後の2011年にプロ総合格闘技デビュー。
2013年6月21日、RFAフライ級王座決定戦でディラード・ペッグと対戦し、パウンドで1RKO勝ちを収め王座獲得に成功した。

### UFC
2013年11月16日、20歳でUFCに初参戦。UFC 167でウィル・カンプザーノと対戦し、3-0の判定勝ち。
2014年1月25日、UFC on FOX 10でアレックス・カサレスと対戦し、リアネイキドチョークで3R一本負け。キャリア初黒星を喫したものの、ファイト・オブ・ザ・ナイトを受賞した。
2014年12月6日、UFC 181でマット・ホーバーと対戦し、3-0の判定勝ち。ファイト・オブ・ザ・ナイトを受賞した。
2017年1月15日、UFC Fight Night: Rodriguez vs. Pennでフライ級ランキング8位のジョン・モラガと対戦し、3-0の判定勝ち。
2017年8月5日、UFC Fight Night: Pettis vs. Morenoでフライ級ランキング7位のブランドン・モレノと対戦し、3-0の5R判定勝ち。
2017年12月2日、UFC 218でフライ級ランキング2位のヘンリー・セフードと対戦し、0-3の判定負け。
2018年6月9日、UFC 225でフライ級ランキング1位のジョセフ・ベナビデスと対戦し、2-1の判定勝ち。
2018年10月6日、UFC 229でフライ級ランキング5位のジュシー・フォルミーガと対戦し、0-3の判定負け。
2018年12月15日、バンタム級復帰戦となったUFC on FOX 31でバンタム級ランキング10位のロブ・フォントと対戦し、0-3の判定負け。

### Bellator
2020年1月25日、Bellator初参戦となったBellator 238でアルフレッド・カシャキヤンと対戦。右ストレートでダウンを奪い、追撃のパウンドからギロチンチョークで1Rテクニカル一本勝ち。

#### Bellator世界王座獲得
2021年5月7日、Bellator 258のBellator世界バンタム級タイトルマッチで王者フアン・アーチュレッタに挑戦し、フルラウンドに渡ってカウンターを的確に当て続けて3-0の5R判定勝ち。王座獲得に成功した。
2021年12月3日、Bellator 272のBellator世界バンタム級タイトルマッチで元Bellator世界バンタム級王者でRIZINバンタム級王者の挑戦者堀口恭司と対戦。3Rまで常に劣勢な展開だったが、4Rに右ハイキックを回避された直後に左バックハンドブローを顎にヒットさせ逆転KO勝ち。王座の初防衛に成功した。
2022年4月23日、Bellator 279のBellatorバンタム級ワールドグランプリ1回戦でバンタム級ランキング3位のラウフェオン・ストッツと対戦予定であったが、スパーリング中に右膝の前十字靭帯を損傷したため欠場した。
2023年6月16日、1年半ぶりの復帰戦となったBellator 297のBellator世界バンタム級タイトルマッチで1階級上のBellator世界フェザー級王者パトリシオ・ピットブルの挑戦を受け、右スピニングバックキックを効かせるなどスタンドの攻防で終始優勢に試合を進め3-0の5R判定勝ち。2度目の王座防衛に成功した。

#### Bellator世界王座陥落
2023年11月17日、Bellator 301のBellator世界バンタム級王座統一戦で暫定王者パトリック・ミックスと対戦し、リアネイキドチョークで2R一本負け。王座統一に失敗し、王座から陥落した。
2024年6月9日、RIZIN初出場となったRIZIN.47でRIZINフライ級王者の堀口恭司と再戦し、常に劣勢な展開となり0-3の判定負け。リベンジを許した。

## 人物・エピソード
- 姓の「ペティス」（Pettis）は、祖父が人種差別を避けるためにスペイン語圏の姓である「ペレス」（Pérez）を英語圏風に改名したものに由来する[21]。
- 同じく総合格闘家で元UFC・WEC世界ライト級王者のアンソニー・ペティスは実兄。
- 左胸に母親の似顔絵のタトゥーを入れており、兄アンソニーも左胸に同様のタトゥーを入れている[22]。
- 2003年11月12日、父親が強盗に刺殺されている[23]。

## 戦績

### プロ総合格闘技
| 総合格闘技 戦績 | 総合格闘技 戦績 | 総合格闘技 戦績 | 総合格闘技 戦績 | 総合格闘技 戦績 | 総合格闘技 戦績 | 総合格闘技 戦績 |
| --------------- | --------------- | --------------- | --------------- | --------------- | --------------- | --------------- |
| 31 試合         | (T)KO           | 一本            | 判定            | その他          | 引き分け        | 無効試合        |
| 24 勝           | 4               | 4               | 16              | 0               | 0               | 0               |
| 7 敗            | 1               | 2               | 4               | 0               | 0               | 0               |

| 勝敗 | 対戦相手                   | 試合結果                            | 大会名                                                                      | 開催年月日     |
|      | マゴメド・マゴメドフ       | 試合前                              | PFL Champions Series: Road to Dubai                                         | 2025年10月3日  |
| ○    | ラウフェオン・ストッツ     | 5分3R終了 判定3-0                   | PFL 2025 World Tournament: Semifinals 3                                     | 2025年6月27日  |
| ×    | 堀口恭司                   | 5分3R終了 判定0-3                   | RIZIN.47                                                                    | 2024年6月9日   |
| ×    | パトリック・ミックス       | 2R 1:51 リアネイキドチョーク        | Bellator 301: Amosov vs. Jackson 【Bellator世界バンタム級王座統一戦】       | 2023年11月17日 |
| ○    | パトリシオ・ピットブル     | 5分5R終了 判定3-0                   | Bellator 297: Nemkov vs. Romero 【Bellator世界バンタム級タイトルマッチ】    | 2023年6月16日  |
| ○    | 堀口恭司                   | 4R 3:24 KO（左バックハンドブロー）  | Bellator 272: Pettis vs. Horiguchi 【Bellator世界バンタム級タイトルマッチ】 | 2021年12月3日  |
| ○    | フアン・アーチュレッタ     | 5分5R終了 判定3-0                   | Bellator 258: Archuleta vs. Pettis 【Bellator世界バンタム級タイトルマッチ】 | 2021年5月7日   |
| ○    | リッキー・バンデハス       | 5分3R終了 判定3-0                   | Bellator 242: Bandejas vs. Pettis                                           | 2020年7月24日  |
| ○    | アルフレッド・カシャキヤン | 1R 3:00 ギロチンチョーク            | Bellator 238: Budd vs. Cyborg                                               | 2020年1月25日  |
| ○    | タイソン・ナム             | 5分3R終了 判定3-0                   | UFC Fight Night: Rodríguez vs. Stephens                                     | 2019年9月21日  |
| ×    | ロブ・フォント             | 5分3R終了 判定0-3                   | UFC on FOX 31: Lee vs. Iaquinta 2                                           | 2018年12月15日 |
| ×    | ジュシー・フォルミーガ     | 5分3R終了 判定0-3                   | UFC 229: Khabib vs. McGregor                                                | 2018年10月6日  |
| ○    | ジョセフ・ベナビデス       | 5分3R終了 判定2-1                   | UFC 225: Whittaker vs. Romero 2                                             | 2018年6月9日   |
| ×    | ヘンリー・セフード         | 5分3R終了 判定0-3                   | UFC 218: Holloway vs. Aldo 2                                                | 2017年12月2日  |
| ○    | ブランドン・モレノ         | 5分5R終了 判定3-0                   | UFC Fight Night: Pettis vs. Moreno                                          | 2017年8月5日   |
| ○    | ジョン・モラガ             | 5分3R終了 判定3-0                   | UFC Fight Night: Rodriguez vs. Penn                                         | 2017年1月15日  |
| ○    | クリス・ケレイデス         | 5分3R終了 判定3-0                   | UFC 197: Jones vs. St. Preux                                                | 2016年4月23日  |
| ○    | クリス・カリアソ           | 5分3R終了 判定3-0                   | UFC 192: Cormier vs. Gustafsson                                             | 2015年10月3日  |
| ×    | ライアン・ブノワ           | 2R 1:34 TKO（左フック→パウンド）    | UFC 185: Pettis vs. dos Anjos                                               | 2015年3月14日  |
| ○    | マット・ホーバー           | 5分3R終了 判定3-0                   | UFC 181: Hendricks vs. Lawler 2                                             | 2014年12月6日  |
| ○    | ヤオツィン・メザ           | 5分3R終了 判定3-0                   | UFC Fight Night: Henderson vs. Khabilov                                     | 2014年6月7日   |
| ×    | アレックス・カサレス       | 3R 4:39 リアネイキドチョーク        | UFC on FOX 10: Henderson vs. Thomson                                        | 2014年1月25日  |
| ○    | ウィル・カンプザーノ       | 5分3R終了 判定3-0                   | UFC 167: St-Pierre vs. Hendricks                                            | 2013年11月16日 |
| ○    | ジェームズ・ポーター       | 1R 2:33 キムラロック                | NAFC: Battle in the Ballroom 【NAFCバンタム級王座決定戦】                   | 2013年9月28日  |
| ○    | ディラード・ペッグ         | 1R 0:51 KO（右ストレート→パウンド） | RFA 8: Pettis vs. Pegg 【RFAフライ級王座決定戦】                            | 2013年6月21日  |
| ○    | ジョシュ・ロビンソン       | 5分3R終了 判定3-0                   | NAFC: Battleground                                                          | 2013年3月29日  |
| ○    | ジミー・ジョーンズ         | 5分3R終了 判定3-0                   | RFA 4: Griffin vs. Escudero                                                 | 2012年11月2日  |
| ○    | トム・マッケンナ           | 1R 3:52 ギロチンチョーク            | LOF 53: Memorium                                                            | 2012年6月16日  |
| ○    | クリス・ヘイニー           | 5分3R終了 判定3-0                   | NAFC: Colosseum                                                             | 2012年5月4日   |
| ○    | マイク・リンドクイスト     | 1R 1:43 肩固め                      | Madtown Throwdown 26: The Return                                            | 2012年1月7日   |
| ○    | トニー・ゼリンスキー       | 2R 1:59 TKO（ハイキック）           | NAFC: Unleashed                                                             | 2011年11月18日 |
| ○    | カイル・ビビアン           | 1R 1:46 TKO（ハイキック）           | Canadian Fighting Championship 7                                            | 2011年9月10日  |

### ボクシング
| プロボクシング 戦績 | プロボクシング 戦績 | プロボクシング 戦績 | プロボクシング 戦績 | プロボクシング 戦績 | プロボクシング 戦績 | プロボクシング 戦績 |
| ------------------- | ------------------- | ------------------- | ------------------- | ------------------- | ------------------- | ------------------- |
| 1 試合              | (T)KO               | 判定                | その他              | 引き分け            | 無効試合            |                     |
| 0 勝                | 0                   | 0                   | 0                   | 0                   | 0                   |                     |
| 1 敗                | 0                   | 1                   | 0                   | 0                   | 0                   |                     |

| 戦           | 日付         | 勝敗 | 時間 | 内容    | 対戦相手                   | 国籍   | 備考 |
| ------------ | ------------ | ---- | ---- | ------- | -------------------------- | ------ | ---- |
| 1            | 2025年3月7日 | ★    | 6R   | 判定0-3 | サバリ・ジャイシャンカール | インド |      |
| テンプレート |              |      |      |         |                            |        |      |

### アマチュア総合格闘技
| 勝敗 | 対戦相手                 | 試合結果          | 大会名             | 開催年月日    |
| ○    | スコット・ワリンスキー   | 1R 3:38 三角絞め  | NAFC               | 2010年8月7日  |
| ○    | アクセル・アークーリ     | 1R 0:47 TKO       | NAFC               | 2010年4月3日  |
| ○    | レヴィ・ジョンソン       | 5分3R終了 判定3-0 | Wisconsin Regional | 2010年1月30日 |
| ○    | ジョーダン・ウィンスキー | 1R 2:18 TKO       | GCF                | 2009年8月15日 |

## 獲得タイトル
- 初代RFAフライ級王座（2013年）
- NAFCバンタム級王座（2013年）
- 第9代Bellator世界バンタム級王座（2021年）

## 表彰
- ブラジリアン柔術 紫帯
- テコンドー 黒帯二段
- UFC ファイト・オブ・ザ・ナイト（2回）

### 試合映像
1. ↑  『【試合映像】堀口恭司 vs. セルジオ・ペティス / Kyoji Horiguchi vs. Sergio Pettis - RIZIN.47』RIZIN公式YouTubeチャンネル、2024年。

### 補足映像
1. ↑  『【番組】RIZIN CONFESSIONS #153（※番組内で試合映像＆セルジオ・ペティスと堀口恭司による試合振り返りドキュメンタリー番組）』2024年。